# Garry Hagger
Garry Hagger, artiestennaam van Gert Vanderhaeghe (Tielrode, 29 april 1963), is een Vlaamse zanger.

## Carrière

### Beginjaren en doorbraak
Al in zijn kindertijd toonde Vanderhaeghe interesse in muziek en speelde hij in de lokale harmonie. Aan de muziekacademie van Sint-Niklaas volgde hij zang- en dictielessen. In 1983 nam hij onder de naam Gert Haeghe een eerste single op: Lieve Monica. Meerdere singles volgden, maar zonder veel succes. In 1990 nam Vanderhaeghe deel aan het televisieprogramma de Soundmixshow op VTM. Hij vertolkte hierin het nummer Winter in America van René Froger, maar haalde de finale niet. Onder de naam Gerd Haegher bracht hij in 1991 de single Met mijn ogen dicht uit, die geen hit werd.
De doorbraak van Vanderhaeghe, die in 1994 definitief koos voor de artiestennaam Garry Hagger, volgde toen hij in 1995 voor een tweede keer deelnam aan de Soundmixshow. Opnieuw imiteerde hij hierin René Froger, ditmaal met diens nummer This is the moment. Hagger behaalde in de finale een tweede plaats achter winnaar Doran en scoorde vervolgens een grote hit met Het allermooiste, een door Fred Bekky geschreven Nederlandstalige bewerking van This is the moment. De single stond 22 weken in de Vlaamse Ultratop en werd bekroond met een gouden plaat. In 1996 nam Hagger deel aan De Gouden Zeemeermin, de Belgische preselectie voor het Eurovisiesongfestival. Met het lied Dat ik van je hou, eveneens geschreven door Bekky, eindigde hij op de vijfde plaats.
De voetbalhit Brugge kampioen!, die een bewerking was van zijn eigen Vigor Kampioen, naar aanleiding van de promotie van Vigor Wuitens Hamme in 1997, bracht hem in 1998 opnieuw in de top 10 van de Vlaamse hitlijst. Daarna bracht Hagger met minder succes nog enkele singles uit (waaronder De glimlach van een kind, in duet met Sarah Van Oostveldt). Zijn cd Het allermooiste verscheen eind 1996, een jaar later gevolgd door een Engelstalig album: My life. Hierop staan covers van artiesten als Tom Jones, Dusty Springfield en Al Martino. Het titelnummer My life, een cover van Ma vie van Alain Barrière, werd een bescheiden hitje. Na dit album nam Hagger nog twee coveralbums op in hetzelfde genre: Las Vegas en South of the border. Hij had een cameo in de serie Familie.

### Romantic slows
In 2000 boekte Hagger veel succes met het verzamelalbum Romantic slows, dat de eerste plaats bereikte in de Vlaamse albumlijsten. Dit album kreeg in hetzelfde jaar nog een vervolg met de cd Romantic slows 2, dat echter minder goed verkocht. Intussen kwam Hagger in de publiciteit toen hij zijn dubbele kin chirurgisch liet verwijderen. De ingreep kreeg vooral media-aandacht wegens de taboesfeer rond esthetische ingrepen bij mannen.
Het album Perfect moment uit 2001 leverde Hagger weinig succes op. Ook de in 2003 uitgebrachte single Wat is er fout gegaan (een cover van Caruso van Lucio Dalla) werd geen hit. In 2004 deed Hagger een tweede poging om voor België naar het Eurovisiesongfestival te gaan. Hij nam deel aan Eurosong met het lied I will choose you, maar slaagde er niet in de finale te halen. In 2005 had hij wel een hit met Ik heb de hele nacht liggen dromen, dat in Nederland vooral bekend werd in de versie van Wolter Kroes.

### 12 points
In 2006 bracht Hagger de single Zonder jou uit, een door Mieke vertaalde Nederlandstalige versie van Après toi van Vicky Leandros. Het nummer kwam te staan op het album De kracht van de liefde, dat in 2008 uitkwam. Zowel het album als de hiervan uitgebrachte singles presteerden matig. Begin 2012 verscheen vervolgens het album Klassiek in pop, met daarop Nederlandstalige versies van bekende musical- en operanummers. Vervolgens stortte Hagger zich op songfestival-repertoire. Hij nam een volledig album op met vertalingen van songfestivalklassiekers, getiteld 12 points. Verschillende nummers van het album verschenen op single, zoals Was je nu maar hier (origineel: What's another year van Johnny Logan), Breng me naar je hemel (origineel: Take me to your heaven van Charlotte Nilsson), Jij laat de zon altijd schijnen (origineel: Beg, steal or borrow van The New Seekers) en Merci, Chérie (origineel van Udo Jürgens). Op het album staat tevens een medley met Marga Bult en Maggie MacNeal.
In 2015 bracht Hagger de single Piranha uit, die de voorloper moest zijn van een nieuw album. Ook nam hij samen met Willy Sommers, Bart Kaëll en De Romeo's het lied Omdat ik Vlaming ben op. In 2017 kwam, in samenwerking met Sugarfree, een nieuwe versie uit van Ik heb de hele nacht liggen dromen. Het album Jukebox verscheen in maart 2018.

### Carrière sinds 2019
Met de door Danny Wuyts geschreven zomersingle De zomer behaalde Garry Hagger in 2019 een bescheiden succes, dat een jaar later werd voortgezet met Gold (een herwerkte versie van de Spandau Ballet-hit uit 1983 met een Nederlandstalige tekst van Stefaan Fernande). Begin 2021 volgde een cover van Vlaanderen mijn land van Will Tura, die Hagger opnam in een eigentijds arrangement en zelf produceerde. Ondertussen veranderde hij van management en ging hij een samenwerking aan met producer Patrick Hamilton en componist/muzikant Vincent Pierins. Dit leidde in 2022 tot de singles Alles wat ik wil (waarvoor Hagger zelf de tekst schreef) en Alleen bij haar (dat van tekst werd voorzien door Bart Herman). Alles wat ik wil werd een top 10-hit in de Vlaamse Top 30. In 2024 scoorde Hagger met Horizon en Zomerlicht opnieuw twee radiohits.

## Discografie

### Albums
| Album met hitnotering(en) in de Vlaamse Ultratop 200 albums | Datum van verschijnen | Datum van binnenkomst | Hoogste positie | Aantal weken | Opmerkingen |
| ----------------------------------------------------------- | --------------------- | --------------------- | --------------- | ------------ | ----------- |
| Het allermooiste                                            | 1996                  | 02-11-1996            | 20              | 4            |             |
| My life                                                     | 1997                  | 25-10-1997            | 5               | 20           |             |
| Las Vegas                                                   | 1998                  | 10-10-1998            | 20              | 16           |             |
| South of the border                                         | 1999                  | -                     |                 |              |             |
| Romantic slows                                              | 2000                  | 19-02-2000            | 1 (1wk)         | 10           |             |
| Romantic slows 2                                            | 2000                  | 16-12-2000            | 30              | 5            |             |
| Perfect moment                                              | 2001                  | 22-09-2001            | 23              | 3            |             |
| De kracht van de liefde                                     | 2008                  | -                     |                 |              |             |
| Klassiek in pop                                             | 2012                  | -                     |                 |              |             |
| 12 points                                                   | 2014                  | 18-04-2014            | 112             | 6            |             |
| Jukebox                                                     | 2018                  | 17-03-2018            | 103             | 2            |             |

### Singles met hitnotering
| Single met hitnotering(en) in de Vlaamse Ultratop 50 | Datum van verschijnen | Datum van binnenkomst | Hoogste positie | Aantal weken | Opmerkingen                                                             |
| ---------------------------------------------------- | --------------------- | --------------------- | --------------- | ------------ | ----------------------------------------------------------------------- |
| Het allermooiste                                     | 1996                  | 06-01-1996            | 3               | 22           | Nr. 1 in de Vlaamse Top 10 / Goud                                       |
| Brugge kampioen!                                     | 1996                  | 11-05-1996            | 8               | 9            | Nr. 2 in de Vlaamse Top 10                                              |
| Als de zon verschijnt                                | 1996                  | 06-07-1996            | 23              | 11           | Nr. 6 in de Vlaamse Top 10                                              |
| 't Is nog niet voorbij                               | 1996                  | 09-11-1996            | 46              | 1            |                                                                         |
| Als ik bij jou kan zijn                              | 1997                  | 22-02-1997            | 31              | 4            | Nr. 6 in de Vlaamse Top 10                                              |
| My life                                              | 1997                  | 15-11-1997            | 48              | 1            |                                                                         |
| De glimlach van een kind                             | 1998                  | 25-04-1998            | tip14           | -            | met Sarah                                                               |
| Wat is er fout gegaan                                | 2003                  | 31-05-2003            | tip15           | -            | Nr. 7 in de Vlaamse Top 10                                              |
| I will choose you                                    | 2004                  | 20-03-2004            | tip14           | -            |                                                                         |
| Ik heb de hele nacht liggen dromen                   | 2005                  | 23-07-2005            | 39              | 7            | Nr. 8 in de Vlaamse Top 10                                              |
| Zonder jou                                           | 2006                  | 05-08-2006            | tip17           | -            |                                                                         |
| Nooit echt alleen                                    | 2012                  | 07-01-2012            | tip65           | -            | Nr. 9 in de Vlaamse Top 10                                              |
| Was je nu maar hier                                  | 2012                  | 22-12-2012            | tip90           | -            |                                                                         |
| Ik ken haar te goed                                  | 2013                  | 16-02-2013            | tip34           | -            | met Eric Flanders Nr. 6 in de Vlaamse Top 10                            |
| Vrede voor iedereen                                  | 2013                  | 06-12-2013            | tip55           | -            | Nr. 9 in de Vlaamse Top 10                                              |
| Breng me naar je hemel                               | 2014                  | 12-04-2014            | tip34           | -            |                                                                         |
| Jij laat de zon altijd schijnen                      | 2014                  | 11-07-2014            | tip63           | -            |                                                                         |
| Zo ben jij                                           | 2014                  | 13-09-2014            | tip58           | -            | Nr. 26 in de Vlaamse Top 50                                             |
| Merci cherie                                         | 2014                  | 04-10-2014            | tip75           | -            | Nr. 35 in de Vlaamse Top 50                                             |
| Waar ben je nu                                       | 2015                  | 17-01-2015            | tip50           | -            | Nr. 21 in de Vlaamse Top 50                                             |
| Piranha                                              | 2015                  | 13-06-2015            | tip44           | -            | Nr. 26 in de Vlaamse Top 50                                             |
| Omdat ik Vlaming ben                                 | 2015                  | 04-07-2015            | tip51           | -            | met Willy Sommers, Bart Kaëll en De Romeo's Nr. 33 in de Vlaamse Top 50 |
| Besame mucho                                         | 2016                  | 16-07-2016            | tip32           | -            | Nr. 19 in de Vlaamse Top 50                                             |
| Ik heb de hele nacht liggen dromen                   | 2017                  | 08-04-2017            | tip             | -            | met Sugarfree Nr. 26 in de Vlaamse Top 50                               |
| Hemelhoog                                            | 2017                  | 02-12-2017            | tip             | -            | Nr. 18 in de Vlaamse Top 50                                             |
| Liefde op het eerste gezicht                         | 2018                  | 01-09-2018            | tip44           | -            | Nr. 21 in de Vlaamse Top 50                                             |
| Ik weet niet waarom                                  | 2018                  | 17-11-2018            | tip             | -            |                                                                         |
| De zomer                                             | 2019                  | 01-06-2019            | tip             | -            | Nr. 31 in de Vlaamse Top 50                                             |
| Gold                                                 | 2020                  | 07-03-2020            | tip42           | -            | Nr. 17 in de Vlaamse Top 50                                             |
| Vlaanderen mijn land                                 | 2021                  | 16-01-2021            | tip37           | -            | Nr. 18 in de Vlaamse Top 50                                             |

### Overige singles
- Lieve Monica (1983) (als Gert Haeghe)
- Viva Mexico (1984) (als Gert Haeghe)
- Schrijf mij een lied (1984) (als Gert Haeghe)
- Weet jij nu nog niet hoeveel ik van je hou (1984) (als Gert Haeghe)
- Hoe (1985) (als Gert Haeghe)
- Met mijn ogen dicht (1991) (als Gerd Haegher)
- Alleen maar om je geven (1997)
- On this night (of a thousand stars) (1997)
- Lingerin' on (1997)
- If you hold my hand (1998)
- Some broken hearts never mend (1998)
- Las Vegas (1998)
- No one can break a heart like you (1999)
- Meer vraag ik niet van jou (1999) (met Ann De Winne)
- Copacabana (1999)
- South of the border (1999)
- Darlin' why (1999)
- Time / Tijd (2000)
- Fallin' in love again / Zo lang geleden (2000)
- Easy (2001)
- All I ever need is you (2001)
- Hot stuff (2002)
- Frankie (2002)
- Miserere (2006) (met Pino Baresi)
- Jij bent het helemaal (2007)
- Keep on believing (2008) (met Nick Fayne)
- Pure glory (2009) (met Merrill Osmond)
- Achter de horizon (2011) (met Ben Cramer)
- Alleen hier in niemandsland (2012)
- Zweven (2012)
- Het Rode Duivels lied (2013) (Nr. 10 in de Vlaamse Top 10)
- Hamme mijn gemiënte (2014) (met Gielegans Vermuest)
- Het allermooiste (2018) (nieuwe versie)
- Alles wat ik wil (2022) (Nr. 9 in de Vlaamse Top 30)
- Alleen bij haar (2022)
- Kom bij mij (2023)
- Horizon (2024) (Nr. 11 in de Vlaamse Top 30)
- Zomerlicht (2024) (Nr. 8 in de Vlaamse Top 30)

### Dvd's
| Dvd's met hitnoteringen in de Nederlandse Music Top 30 | Datum van verschijnen | Datum van binnenkomst | Hoogste positie | Aantal weken | Opmerkingen |
| ------------------------------------------------------ | --------------------- | --------------------- | --------------- | ------------ | ----------- |
| De kracht van de liefde                                | 2010                  | 23-01-2010            | 19              | 1            |             |